# Harry Cawthorne
Harold Cawthorne (sinh năm 1900) là một cầu thủ bóng đá, thi đấu cho Huddersfield Town & Sheffield United.